# BKK Demag Krauss-Maffei
Die BKK Demag Krauss-Maffei (offizielle Schreibweise:  BKK DEMAG KRAUSS-MAFFEI) war eine deutsche Betriebskrankenkasse der gesetzlichen Krankenversicherung.
Sie war für folgende Bundesländer geöffnet: Baden-Württemberg, Bayern, Berlin, Hamburg, Hessen, Niedersachsen, Nordrhein-Westfalen, Rheinland-Pfalz, Saarland, Sachsen, Thüringen.
Ihren Ursprung hatte die Kasse im Unternehmen Krauss-Maffei.
Zum 1. Januar 2016 wurde die BKK Demag Krauss-Maffei freiwillig zusammen mit der BKK Basell und BKK Schleswig-Holstein auf die BKK Verkehrsbau Union verschmolzen.

## Weblink
- Website der BKK Demag Krauss-Maffei